# TiHKAL
TiHKAL: The Continuation (TiHKAL: Die Fortsetzung) ist ein Buch über einige Neue psychoaktive Substanzen von Alexander Shulgin (dem Godfather of Ecstasy) und Ann Shulgin.

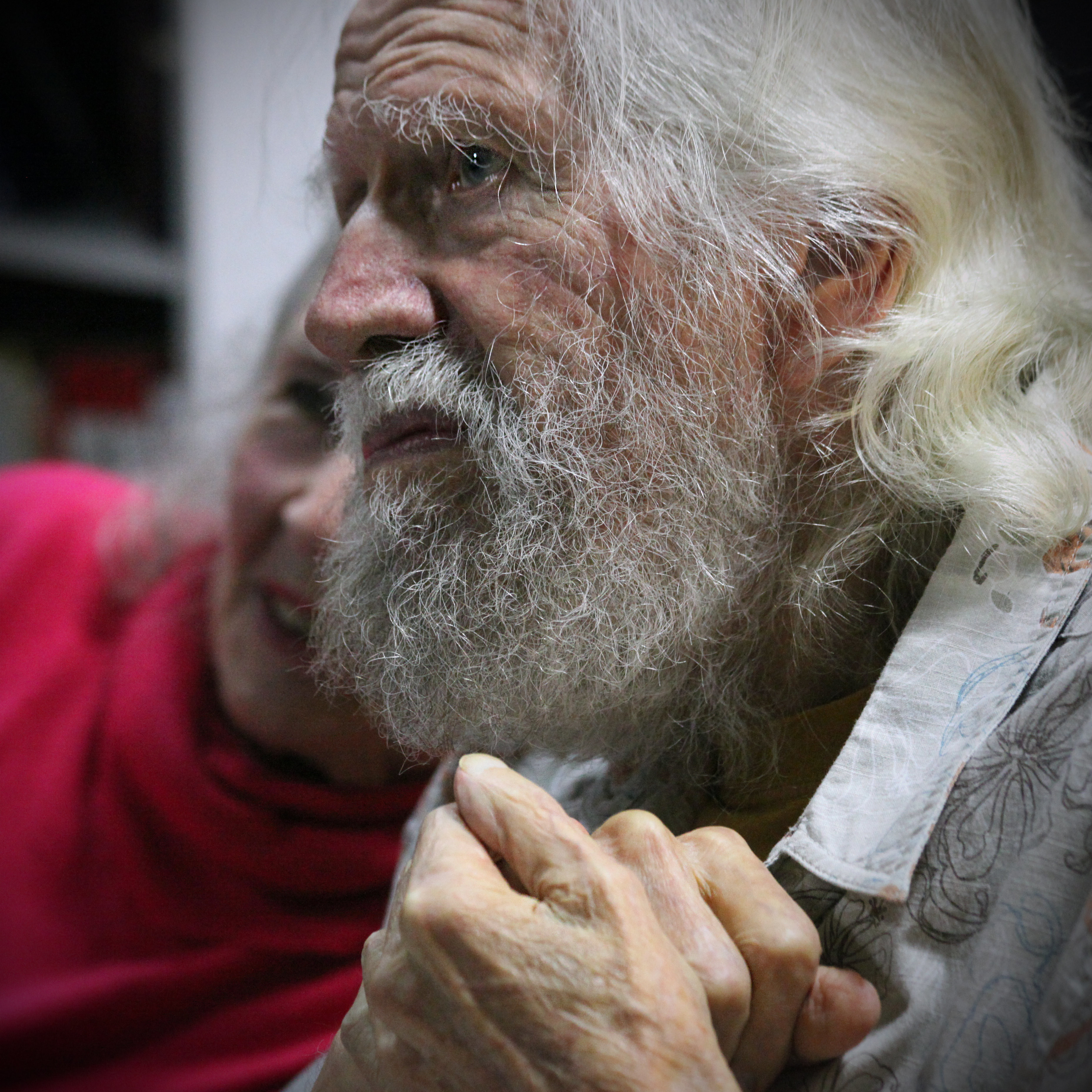
Der Verfasser und seine Frau (2011)

## Einführung
Der Titel ist ein Akronym für „Tryptamines i Have Known And Loved“ (Tryptamine, die ich kennengelernt habe und liebte). Das Buch, das der amerikanische Chemiker und Pharmakologe russischer Abstammung Alexander Shulgin (1925–2014) zusammen mit seiner Frau Ann Shulgin (1931–2022) verfasst hat, wurde 1997 vom Verlag Transform Press in Berkeley, Kalifornien, veröffentlicht. Es handelt sich um eine Sammlung von Berichten über eine Vielzahl von psychoaktiven Tryptamin-Verbindungen, die von Shulgin synthetisiert und getestet wurden. Es wird als Fortsetzung ihrer Arbeiten zur Erforschung der Chemie und der transformativen Kraft psychedelischer Drogen betrachtet, ihr Buch PiHKAL: A Chemical Love Story war bereits 1991 erschienen.
Das Buch TiHKAL enthält detaillierte Berichte über 55 Substanzen, und vielleicht hundert weitere werden angesprochen. Noch andere Tryptamine, die nicht im Buch besprochen werden, sind bekannt oder stehen im Verdacht, psychedelisches Potenzial zu haben.
Das Buch TiHKAL enthält wie sein Vorgänger PiHKAL eine umfangreiche Liste von chemischen Formeln und Synthesewegen für diese Verbindungen, sowie detaillierte Beschreibungen der Wirkungen und Erfahrungen, die Shulgin und seine Freunde bei der Einnahme dieser Verbindungen gemacht haben.
Der erste Teil enthält eine Biografie und eine Beschreibung der Beziehung zwischen Alexander und Anne, die unter den Pseudonymen „Shura“ und „Alice“ lebten, und behandelt außerdem Themen wie Psychotherapie, Jungsche Typologie, das Vorkommen von DMT in der Natur, die Verwendung von Ayahuasca und den Krieg gegen Drogen.
TiHKAL hat sowohl in der Welt der Chemiker als auch bei den Anhängern der psychedelischen Subkultur Kultstatus erreicht und gilt als eines der einflussreichsten Werke in der psychedelischen Chemie.
Es ist jedoch wichtig zu beachten, dass der unautorisierte Besitz und die Verwendung der in TiHKAL beschriebenen Verbindungen illegal sind und dass die Einnahme dieser Substanzen mit erheblichen Risiken verbunden sein kann, einschließlich möglicher gesundheitlicher Komplikationen und psychischer Schäden.